# 石坂信雄
石坂 信雄（いしざか のぶお、1933年9月7日 - 1997年1月19日）は、東芝アメリカ元社長。
第一生命や東芝の元社長で、経団連元会長の石坂泰三の五男。ゴルフダイジェスト・オンライン創業者の石坂信也は子。墓所は多磨霊園。

## 経歴
- 成蹊高等学校卒業
- 1956年 成蹊大学経済学部卒業
- 1957年 東芝入社
- 1973年 - 1980年 東芝インターナショナル社長
- 1981年 東芝本社国際金融部長
- 1985年 - 1989年 東芝アメリカ社長、会長
- 1990年 東芝国際本部米州主席主監、東芝退社
- 1991年 米国シンキングマシンズ副社長
- 1997年 他界